# Canastota
Canastota es una villa ubicada en el condado de Madison en el estado estadounidense de Nueva York. En el año 2000 tenía una población de 4,425 habitantes y una densidad poblacional de 514 personas por km². Es sede del Salón Internacional de la Fama del Boxeo.

## Geografía
Canastota se encuentra ubicada en las coordenadas 43°4′51″N 75°45′13″O / 43.08083, -75.75361.

## Demografía
Según la Oficina del Censo en 2000 los ingresos medios por hogar en la localidad eran de $34,155, y los ingresos medios por familia eran $43,049. Los hombres tenían unos ingresos medios de $31,296 frente a los $24,047 para las mujeres. La renta per cápita para la localidad era de $16,324. Alrededor del 14.8% de la población estaban por debajo del umbral de pobreza.